# Ellen Muth
Pour les articles homonymes, voir Muth.
Ellen Anna Muth est une actrice américaine née le 6 mars 1981 à Milford, dans le Connecticut (États-Unis).

## Biographie
Elle débute par des petits rôles et dans des publicités dès quatorze ans. En 1995, elle obtient le prix du meilleur second rôle féminin au festival international du film de Tokyo pour le film Dolores Claiborne.
En 1999, elle se voit attribuer le prix de la meilleure actrice pour son rôle dans The Young Girl and the Monsoon au festival international du film de Los Angeles.
Elle est membre de Mensa et d'Intertel.

## Filmographie

### Cinéma
- 1995 : Dolores Claiborne : Young Selena
- 1999 : The Young Girl and the Monsoon : Constance
- 2001 : Rain : Jenny
- 2002 : A Gentleman's Game : Mollie Kilduff
- 2007 : Tofu the Vegan Zombie in Zombie Dearest : Addie Vost
- 2008 : Jack N Jill : Jill
- 2009 : Dead Like Me : Life After Death  : George Lass
- 2012 : Mark of the Beast : Natalie

### Télévision
- 1997 : New York, police judiciaire (saison 8, épisode 1) : Adele Green
- 1998 : Rien d'autre que l'amour (Only Love) : Rachel
- 2000 : The Beat : Jacqueline Hutchinson
- 2000 : New York, unité spéciale (saison 1, épisode 18) : Elaine Harrington
- 2000 : Le Secret de Jane (The Truth About Jane) : Jane
- 2000 : Cora Unashamed : Jessie at 18
- 2000 : Normal, Ohio : Dana Le Tour
- 2002 : Superfire, l'enfer des flammes (Superfire) : Jill Perkins
- 2002 : Ma fille, mon espoir (Two Against Time) : Emma Portman
- 2003 : Dead Like Me : Georgia 'George' Lass
- 2013 : Hannibal : Georgia Madchen

## Distinctions
- Prix du meilleur second rôle féminin lors du Festival international du film de Tōkyō en 1995 pour Dolores Claiborne.
- Prix de la meilleure actrice par l'American Film Institute en 1999 pour The Young Girl and the Monsoon.
- Nomination au prix de la meilleure actrice lors des Satellite Awards en 2004 pour Dead Like Me.
- Nomination au prix de la meilleure actrice par l'Académie des films de science-fiction, fantastique et horreur en 2004 pour Dead Like Me.